# Manuel Puig
Manuel Puig, född 28 december 1932 i General Villegas, Argentina, död 22 juli 1990 i Cuernavaca, Mexiko var en argentinsk författare. 
Puig gjorde sig känd som en på samma gång känslig och avslöjande iakttagare av den latinamerikanska medelklassen och dess själsliga våndor. Många av hans böcker har  filmatiserats, bland annat romanen Spindelkvinnans kyss från 1976 i filmen Spindelkvinnans kyss från 1985.